# Mario Olavarría
Mario Antonio Olavarría Rodríguez (Viña del Mar, 9 de febrero de 1963) es un abogado y político chileno, perteneciente la Unión Demócrata Independiente (UDI). Entre 2000 y 2021 ejerció como alcalde de la comuna de Colina. En 2021 asumió como delegado presidencial provincial de Chacabuco, el segundo en ocupar dicho cargo tras Javier Maldonado Correa, quien lo ejerció por un día.

## Biografía
Nació el 9 de febrero de 1963, en Santiago de Chile. Sus padres fueron el ingeniero Mario Olavarría Aranguren y Aída Rodríguez Gazitúa.
Estudió en el Colegio de los Sagrados Corazones de Santiago, al que llegó en octavo básico desde los SS.CC. de Concepción, y del que egresó en 1980. En 1981 entró a estudiar Derecho en la Pontificia Universidad Católica de Chile (PUC), titulándose de Abogado en el año 1987 con la memoria “El fuero como la competencia absoluta”.
Durante el año 2005 y 2007 realizó un Magíster en Gerencia Pública en la Universidad Adolfo Ibáñez (UAI).

### Matrimonio e hijas
Contrajo matrimonio con Mónica Nelson, de quien actualmente está separado. Tiene 2 hijas: Catalina y Paula.

## Carrera política
Es militante del partido Unión Demócrata Independiente (UDI).
Se desempeñó como abogado y director jurídico de la Municipalidad de Talagante entre 1987 y 1989, y luego como director jurídico y secretario municipal de la Municipalidad de Quinta Normal (1989-1990). A contar de 1995 trabajo como abogado y asesor en la Municipalidad de Las Condes.
En las elecciones de 1996 fue elegido como concejal por la comuna de Providencia (periodo 1996-2000). Paralelamente fue Subsecretario general de la Asociación Chilena de Municipalidades (AChm), y presidió la comisión de justicia de dicha asociación (1996-1998). Posteriormente ocupó la vicepresidencia de la AChM para el periodo 1998-2000.
Para las elecciones municipales del 2000 resultó elegido como alcalde de la comuna de Colina (periodo 2000-2004) tras obtener el 44,08% de los votos, y desbancando al edil socialista Manuel Rojas del Río. Consiguió la reelección como alcalde por la misma comuna en 2004 con el 55,60%. En 2005 asumió como Secretario General de la AChM. 
En 2008 obtuvo el 57,47% de los votos y asumió por un tercer periodo consecutivo como alcalde.
A fines de mayo de 2011 asumió como presidente de la Asociación Chilena de Municipalidades, sucediendo al entonces edil de La Granja Claudio Arriagada. Renunció al poco tiempo debido a acusaciones de cohecho, por lo que fue sucedido por el Alcalde de Vitacura Raúl Torrealba (RN).
En las elecciones municipales de 2012 fue reelegido como alcalde de Colina tras obtener 15.475 votos, equivalente al 57,28%. Posteriormente en junio de 2013 participó junto a otros jefes comunales de la Alianza en la fundación de la Asociación de Municipios de Chile (AMUCH), integrando la primera mesa directiva de la nueva agrupación. En junio de 2014 asumió como Presidente de la asociación.

## Controversias

### Investigación judicial en su contra
En abril de 2010 fue formalizado por dos supuestos delitos de cohecho, al igual que su exjefe de gabinete, Domingo Soto. En el proceso se hizo parte el Consejo de Defensa del Estado (CDE) y se le acusó de solicitar una coima de 6000 UF para asegurar el arriendo de terrenos para un supermercado. El pago de la comisión fue confirmada por el vicepresidente de supermercados Tottus, Francisco Leyton, a quien se le formalizó por soborno. Esta se habría realizado a través de Nabil Mansour, un intermediario que posteriormente depositaba pagos mensuales en la cuenta personal del alcalde.
En junio de 2011 la Corte de Apelaciones de Santiago, revocó la suspensión condicional del procedimiento que benefició a Olavarría, ordenando la reapertura de la investigación por corrupción, lo que lo llevó a renunciar a la Presidencia de la Asociación Chilena de Municipalidades el 28 de ese mes. Finalmente durante abril de 2014 se llevó a cabo un juicio simplificado, el cual culminó con el Juzgado de Garantía de Colina absolviendo de los cargos de cohecho a Mario Olavarría, así como también a Nabil Mansour y Domingo Soto, tras determinar que no había pruebas suficientes para acreditar las coimas. Aun así, Olavarría debió pagar una multa de entre 1 y 5 UTM por una falta administrativa.

## Historial electoral

### Elecciones municipales de 1996
- Elecciones municipales de 1996, para la alcaldía de Providencia[16]

(Se han agregado los candidatos más relevantes).
| Candidato                       | Pacto                    | Partido | Votos  | %     | Resultado |
| ------------------------------- | ------------------------ | ------- | ------ | ----- | --------- |
| Cristián Labbé Galilea          | Unión por Chile          | Ind-UDI | 20 986 | 29,39 | Alcalde   |
| Alfredo Alcaíno Barros          | Unión por Chile          | RN      | 15 852 | 22,20 | Concejal  |
| Domingo Santa María Santa Cruz  | Concertación Democrática | DC      | 7905   | 11,07 | Concejal  |
| María Eugenia Amunátegui Spacek | Unión por Chile          | RN      | 6095   | 8,54  | Concejal  |
| Rodrigo García Márquez          | Concertación Democrática | PPD     | 4646   | 6,51  |           |
| Julio Jung del Favero           | Concertación Democrática | Ind-PS  | 4036   | 5,65  | Concejal  |
| María Soledad Barría Iroumé     | Concertación Democrática | PS      | 2066   | 2,89  |           |
| María Eugenia Abarca Carrasco   | Unión por Chile          | Ind-RN  | 1103   | 1,54  | Concejal  |
| Luz Margarita Lea-Plaza Molina  | Unión por Chile          | Ind-UDI | 1072   | 1,50  | Concejal  |
| Paulina Hunt Precht             | Opción Humanista         | PH      | 625    | 0,88  |           |
| Mario Olavarría Rodríguez       | Unión por Chile          | Ind-UDI | 212    | 0,30  | Concejal  |

### Elecciones municipales de 2000
- Elecciones municipales de 2000, para la alcaldía de Colina[17]

| Candidato                 | Pacto                    | Partido | Votos  | %     | Resultado |
| ------------------------- | ------------------------ | ------- | ------ | ----- | --------- |
| Mario Olavarría Rodríguez | Alianza                  | UDI     | 11 229 | 44,08 | Alcalde   |
| Manuel Rojas del Río      | Concertación Democrática | PS      | 7231   | 28,38 | Concejal  |
| Alejandra Bravo Hidalgo   | Concertación Democrática | DC      | 1399   | 5,49  | Concejal  |
| Jorge Suárez Suárez       | Concertación Democrática | PS      | 1166   | 4,58  | Concejal  |
| Rafael Rojas Muñoz        | Alianza                  | RN      | 1155   | 4,53  | Concejal  |
| Luis San Martín Carvajal  | Concertación Democrática | DC      | 1034   | 4,06  |           |
| José Luis Manzano Castro  | Concertación Democrática | PPD     | 530    | 2,08  |           |
| Elsa Martín Pereira       | Concertación Democrática | PPD     | 497    | 1,95  |           |
| Juan Salinas Cabezas      | Alianza                  | RN      | 365    | 1,43  | Concejal  |

### Elecciones municipales de 2004
- Elecciones municipales de 2004, para la alcaldía de Colina[18]

| Candidato                 | Pacto                    | Partido | Votos  | %     | Resultado |
| ------------------------- | ------------------------ | ------- | ------ | ----- | --------- |
| Mario Olavarría Rodríguez | Alianza                  | UDI     | 14 912 | 55,60 | Alcalde   |
| Manuel Rojas del Río      | Concertación Democrática | PS      | 10 952 | 40,83 |           |
| José Barra Campos         | Juntos Podemos           | Ind.    | 957    | 3,57  |           |

### Elecciones municipales de 2008
- Elecciones municipales de 2008, para la alcaldía de Colina[19]

| Candidato                 | Pacto                    | Partido | Votos  | %     | Resultado |
| ------------------------- | ------------------------ | ------- | ------ | ----- | --------- |
| Mario Olavarría Rodríguez | Alianza                  | UDI     | 16 293 | 57,47 | Alcalde   |
| Nicolás Pavéz Cuevas      | Concertación Democrática | DC      | 5772   | 20,36 |           |
| Alejandra Bravo Hidalgo   | Por un Chile Limpio      | PRI     | 5167   | 18,23 |           |
| José Barra Campos         | Juntos Podemos Más       | Ind.    | 716    | 2,53  |           |
| Paola Ortega Henríquez    | Independiente            | Ind.    | 401    | 1,41  |           |

### Elecciones municipales de 2012
- Elecciones municipales de 2012, para la alcaldía de Colina[20]

| Candidato                 | Pacto                    | Partido | Votos  | %     | Resultado |
| ------------------------- | ------------------------ | ------- | ------ | ----- | --------- |
| Mario Olavarría Rodríguez | Coalición                | UDI     | 15 475 | 57,29 | Alcalde   |
| Rodrigo Albornoz Pollmann | Concertación Democrática | DC      | 10 262 | 37,99 |           |
| Raúl Olivares Sepúlveda   | Más Humanos              | PH      | 1275   | 4,72  |           |

### Elecciones municipales de 2016
- Elecciones municipales de 2016, para la alcaldía de Colina[21]

| Candidato                 | Pacto         | Partido | Votos  | %    | Resultado |
| ------------------------- | ------------- | ------- | ------ | ---- | --------- |
| Mario Olavarría Rodríguez | Chile Vamos   | UDI     | 14 906 | 66,1 | Alcalde   |
| Marco Salgado Balboa      | Nueva Mayoría | PS      | 7652   | 33,9 |           |